# Amir Moradi
Amir Moradi (persisch امیر مرادی; * 10. April 1990 in Teheran) ist ein iranischer Mittelstreckenläufer.

## Sportliche Laufbahn
Erste Erfahrungen bei internationalen Meisterschaften sammelte Amir Moradi bei den Jugendweltmeisterschaften 2007 in Ostrava, bei denen er das Halbfinale über 800 Meter erreichte. 2008 erreichte er bei den Hallenasienmeisterschaften in Doha ebenfalls das Halbfinale und gewann anschließend bei den Juniorenasienmeisterschaften in Jakarta die Silbermedaille. 2009 belegte er bei den Hallenasienspielen in Hanoi den vierten Platz über 800 Meter und musste seinen Vorlauf über 1500 Meter vorzeitig beenden. In der Freiluftsaison qualifizierte er sich für die Asienmeisterschaften in Guangzhou, bei denen er Platz sechs über 800 Meter belegte. 2010 konnte Moradi seinen Finallauf über 800 Meter bei den Asienspielen in Guangzhou nicht beenden und wurde mit der iranischen 4-mal-400-Meter-Staffel im Vorlauf disqualifiziert. 2011 nahm er an den Militärweltspielen in Rio de Janeiro teil und schied dort in 1:51,66 min im Halbfinale aus.
Bei den Asienmeisterschaften 2013 in Pune erreichte er über 800 Meter den fünften Rang und musste über 1500 Meter erneut seinen Vorlauf vorzeitig beenden. 2017 belegte er bei den Asienmeisterschaften in Bhubaneswar den sechsten Platz über 800 Meter. Anfang September gewann er bei den Asian Indoor & Martial Arts Games in Aşgabat die Bronzemedaille über 800 Meter. 2018 nahm er an den Hallenasienmeisterschaften in Teheran teil und belegte dort den vierten Platz über 800 Meter und gewann über 1500 Meter überraschend die Goldmedaille. Ende August nahm er erneut an den Asienspielen in Jakarta teil und gewann dort in 3:45,62 min die Silbermedaille hinter dem Inder Jinson Johnson. Zudem wurde er über 800 Meter Vierter. Im Jahr darauf erreichte er bei den Asienmeisterschaften in 3:44,75 min Rang sechs über 1500 Meter und konnte seinen Vorlauf über 800 Meter nicht beenden.
2018 wurde Moradi Iranischer Meister im 800-Meter-Lauf. Sein älterer Bruder Sajjad Moradi ist ebenfalls ein ehemaliger Leichtathlet.

## Persönliche Bestzeiten
- 800 Meter: 1:46,55 min, 28. August 2018 in Jakarta
  - 800 Meter (Halle): 1:49,51 min, 20. September 2017 in Aşgabat
- 1500 Meter: 3:44,19 min, 7. Juni 2017 in Rascht
  - 1500 Meter (Halle): 3:53,78 s, 3. Februar 2018 in Teheran

## Sexueller Übergriff
Im Juni 2025 wurden Amir Moradi, der Trainer der iranischen Leichtathletik-Nationalmannschaft, sowie zwei Nationalathleten namens Masoud Kamran und Hossein Rasouli während der Asienmeisterschaften in Gumi, Südkorea, wegen des Verdachts auf sexuelle Nötigung einer 20-jährigen Koreanerin festgenommen. Berichten zufolge trafen die drei Männer die Frau in einer Bar, brachten sie in ein Hotel in der Nähe des Athletendorfs und sollen sie dort sexuell missbraucht haben. Die südkoreanische Polizei nahm sie nach der Anzeige am Tatort fest. Die Ermittlungen dauern an.